# Anolis savagei
Anolis savagei — вид ігуаноподібних ящірок родини анолісових (Dactyloidae). Ендемік Панами.

## Поширення і екологія
Anolis savagei мешкають на південному заході Коста-Рики, на тихоокеанських схилах гір Кордильєра-де-Таламанка та на сусідніх низовинах. Вони живуть в тропічних лісах, на висоті до 1590 м над рівнем моря